# Madonna del Rosario (Giulio Cesare Procaccini)
La prima versione della Madonna del Rosario con Bambino, San Francesco, San Domenico e angeli conosciuta anche col nome di Madonna del Rosario è un dipinto a olio su tela (268x148cm) di Giulio Cesare Procaccini, databile al 1612 circa e conservato nel Museo del Santuario Arcivescovile della Beata Vergine dei Miracoli di Corbetta. Un'altra versione del quadro, di scuola, è conservata al Metropolitan Museum di New York.

## Storia
L'opera venne commissionata a Giulio Cesare Procaccini nel 1612 circa da Gaspare Spanzotta, notabile milanese trasferitosi a Corbetta e priore della locale Confraternita del Santo Rosario che subentrò al patronato della Cappella di San Francesco nella chiesa inferiore del Santuario arcivescovile della Beata Vergine dei Miracoli (Chiesa di San Nicola) alla famiglia Borri, di antiche origini ma ormai in decadenza in loco.
La cappella, già dedicata a San Francesco, subì notevoli modifiche all'epoca degli Spanzotta che ne cambiarono lo stile e ne coprirono il ciclo della pietà attualmente visibile con nuovi affreschi ed il grande dipinto commissionato.
Il dipinto viene citato per la prima volta nel 1642 in un inventario delle opere presenti nel Santuario e nuovamente viene citato nel 1750 in occasione della visita nel santuario dell'arcivescovo di Milano, il cardinale Giuseppe Pozzobonelli il quale ebbe modo di soffermarsi sulla composizione pittorica e di segnalarla come originale del Procaccini.
Il dipinto è rimasto nella posizione originaria sino alla metà degli anni '50 quando, durante i lavori di restauro del Santuario che portarono alla cancellazione delle ridipinture settecentesche per fare spazio alle antiche decorazioni rinascimentali della chiesa, il dipinto venne spostato dalla cappella di San Francesco e trasferito nel rettorato della chiesa stessa. Dietro il dipinto, affrescata sulla parete, venne inoltre ritrovata una Pietà con San Francesco, San Giovanni Battista e l'offerente Francesco Borri ancora oggi visibile. 
Nel 2011, in occasione dell'inaugurazione del nuovo assetto del Museo del santuario arcivescovile della Beata Vergine dei Miracoli di Corbetta il dipinto del Procaccini è stato completamente restaurato e riproposto al pubblico all'interno del museo stesso.
Del dipinto esiste un disegno in copia presente presso la Pinacoteca Ambrosiana di Milano realizzato dal pittore Giuseppe Vermiglio che lavorò inoltre a parte delle decorazioni del santuario corbettese.

## Descrizione e stile
Il soggetto del dipinto si rifà al tema dell'istituzione del Santo Rosario nel XIII secolo ad opera di San Domenico.
Nel dipinto il Procaccini trasforma il classico e un po' rigido schema della Madonna del Rosario in una vivacissima "sacra conversazione" dalla sprezzatura tardomanieristica dei movimenti e dei piani di profondità, ma con una sontuosa cromia ormai barocca.
Il dipinto è articolato su due piani fondamentali, uno superiore nel quale si trova la Madonna e il Bambino, la prima con sguardo scostante, il secondo che fissa lo spettatore in gesto amorevole di presentazione della Madre. Nel piano inferiore si trovano, a sinistra, San Francesco nell'atto di ricevere un frutto (una mela nello specifico) simbolo di quanto può la divina provvidenza, oggetto simbolico della caduta dell'uomo e della sua redenzione promessa da Gesù Cristo. A destra si trova invece San Domenico nell'atto di ricevere il rosario dalle mani della Madonna mentre un putto a lui vicino gli porge un modellino dell'antica chiesa di San Nicolao di Corbetta come appariva nel XIII secolo (prima degli ampliamenti cinquecenteschi). Tutto attorno è un vortice di angeli musicanti, festanti e adoranti, di cui uno porta un vaso, che è simbolo della purezza virginale riferita alla Madonna.
La Vergine, epitomo della graziosità femminile, porta in braccio Gesù Bambino che appare come l'immagine dell'innocenza. Emergono in maniera prorompente l'uso del tema luce-ombra che evidenzia i personaggi ed i colori sgargianti tra cui spiccano il rosso del manto della Madonna e l'azzurro dei veli degli angeli.
In merito alla cornice, l'attribuzione allo stesso Procaccini è da dare per certa per molte analogie con le cornici di Santa Maria dei Miracoli a Milano, o con l'Angelo e Tobiolo oggi nel Museo Civico cremonese.